# قلعه جهانگیرآباد
قلعه جهانگیر آباد مربوط به اواخر دوره قاجار -اوایل دوره پهلوی است و در شهرستان دره‌شهر، روستای جهانگیرآباد واقع شده و این اثر در تاریخ ۲۲ تیر ۱۳۷۹ با شمارهٔ ثبت ۲۷۴۵ به‌عنوان یکی از آثار ملی ایران به ثبت رسیده است.